# 횡성군 (선거구)
횡성군은 대한민국의 옛 국회의원 선거구이다. 당시 강원도 횡성군 지역을 관할했다.

## 역사
제헌 국회의원 선거를 앞두고 횡성군 전 지역을 관할하는 선거구로 신설되었다.
제6대 국회의원 선거를 앞두고 평창군 선거구와 통합되어 횡성군·평창군 선거구를 이루게 되면서 폐지되었다.

## 역대 국회의원
| 선거   | 정당 | 정당               | 의원   |
| ------ | ---- | ------------------ | ------ |
| 1948년 |      | 대한독립촉성국민회 | 원용균 |
| 1950년 |      | 무소속             | 안상한 |
| 1954년 |      | 무소속             | 장석윤 |
| 1958년 |      | 자유당             | 장석윤 |
| 1960년 |      | 민주당             | 양덕인 |

## 역대 선거 결과

### 대한민국 제헌 국회의원 선거
|  | 65.88% |

|  | 34.11% |

### 대한민국 제2대 국회의원 선거
|  | 25.42% |

|  | 23.96% |

|  | 22.69% |

|  | 14.46% |

|  | 8.09% |

|  | 5.36% |

### 대한민국 제3대 국회의원 선거
|  | 37.94% |

|  | 29.22% |

|  | 19.57% |

|  | 13.25% |

### 대한민국 제4대 국회의원 선거
|  | 42.60% |

|  | 33.65% |

|  | 13.59% |

|  | 10.14% |

### 대한민국 제5대 국회의원 선거
|  | 43.51% |

|  | 42.20% |

|  | 14.27% |